# Club Deportivo Lealtad
El Club Deportivo Lealtad és un club de futbol asturià del municipi de Villaviciosa.

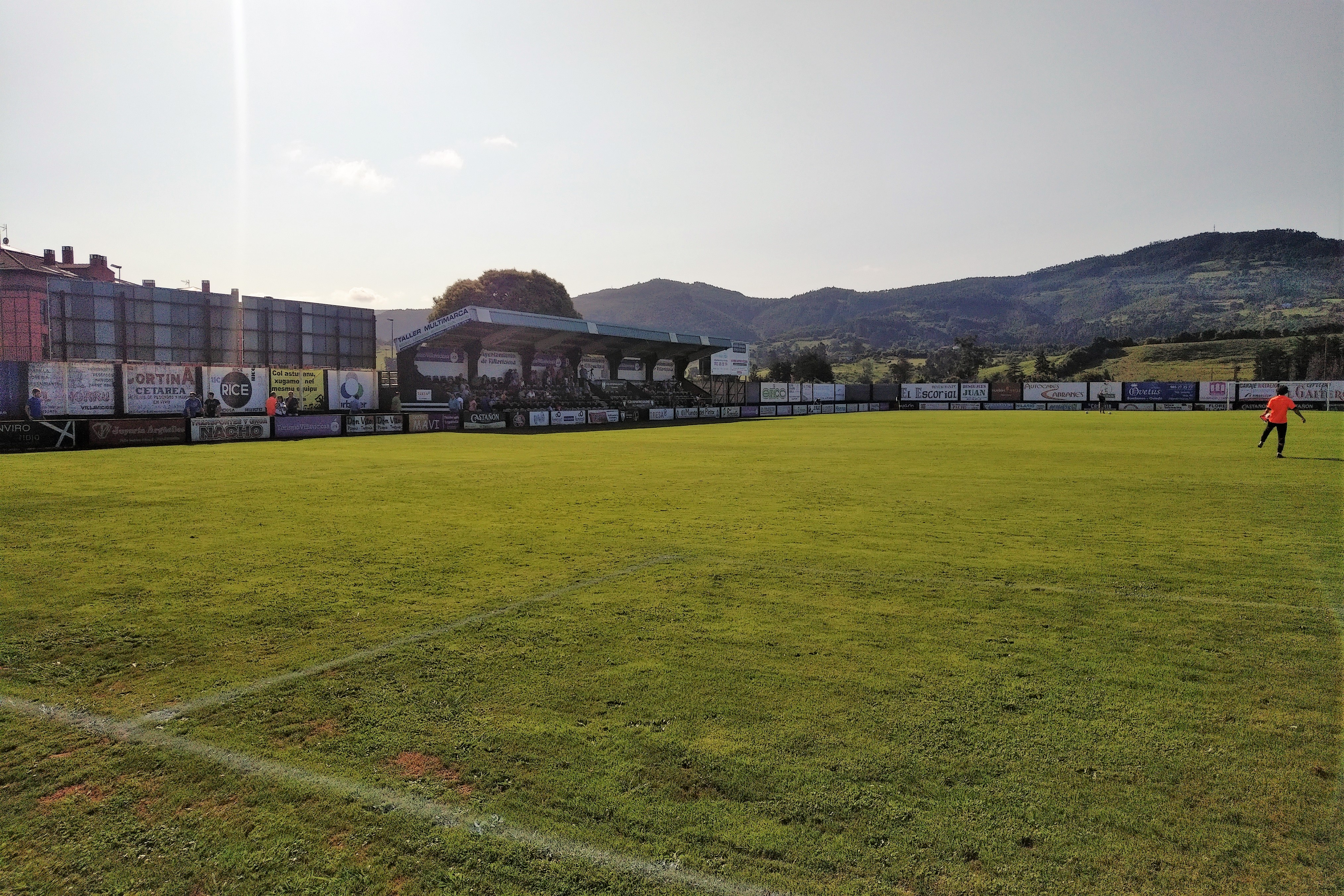
Tribuna principal de Les Caleyes.

Va ser fundat el 1918. Disputa els seus partits al camp de Les Caleyes, amb capacitat per a 3.000 espectadors i té 350 socis.

## Dades del club
- Temporades a 2a Divisió B: 3.
- Temporades a 3a Divisió: 21.

## Palmarès
- Tercera Divisió (3): 1991-92, 1997-98, 1999-00